# Echis
Echis – rodzaj jadowitych węży z podrodziny żmij (Viperinae) w rodzinie żmijowatych (Viperidae).

## Zasięg występowania
Rodzaj obejmuje gatunki występujące w Afryce (Egipt, Libia, Tunezja, Algieria, Maroko, Sahara Zachodnia, Mauretania, Senegal, Gambia, Gwinea, Wybrzeże Kości Słoniowej, Mali, Burkina Faso, Ghana, Togo, Benin, Niger, Nigeria, Czad, Sudan, Erytrea, Dżibuti, Somalia, Etiopia, Sudan Południowy, Republika Środkowoafrykańska i Kenia) i Azji (Izrael, Jordania, Arabia Saudyjska, Jemen, Oman, Zjednoczone Emiraty Arabskie, Kuwejt, Irak, Iran, Turkmenistan, Uzbekistan, Tadżykistan, Afganistan, Pakistan, Indie i Sri Lanka). 

## Systematyka

### Etymologia
- Echis: gr. εχις ekhis, εχεως ekheōs „żmija”[8].
- Toxicoa: gr. τοξικος toxicos „trucizna do zatruwania strzał”, od τοξον toxon „łuk”[9]. Gatunek typowy: Echis arenicola H. Boie, 1827 (= Scythale pyramidum É. Geoffroy Saint-Hilaire, 1827).
- Turanechis: Turan, kraina historyczna w Azji Środkowej; gr. εχις ekhis, εχεως ekheōs „żmija”[5]. Gatunek typowy: Echis carinatus sochureki Stemmler, 1969.

### Podział systematyczny
Do rodzaju należą następujące gatunki: 
- Echis borkini
- Echis carinatus – efa piaskowa[10]
- Echis coloratus – efa pstra[11]
- Echis hughesi
- Echis jogeri
- Echis khosatzkii
- Echis leucogaster
- Echis megalocephalus
- Echis ocellatus – efa zachodnioafrykańska
- Echis omanensis
- Echis pyramidum
- Echis romani